# Herrarnas åtta med styrman i rodd vid olympiska sommarspelen 1980
Herrarnas åtta med styrman i rodd vid olympiska sommarspelen 1980 avgjordes mellan den 21 och 26 juli 1980. Grenen hade totalt 81 deltagare från nio länder.

## Medaljörer
| Gren             | Guld | Silver | Brons |
| Åtta med styrman | Östtyskland Bernd Krauß Hans-Peter Koppe Ulrich Kons Jörg Friedrich Jens Doberschütz Ulrich Karnatz Uwe Dühring Bernd Höing Klaus-Dieter Ludwig (styrman) | Storbritannien Duncan McDougall Allan Whitwell Henry Clay Chris Mahoney Andrew Justice John Pritchard Malcolm McGowan Richard Stanhope Colin Moynihan (styrman) | Sovjetunionen Viktor Kokosjyn Andrij Tisjtjenko Oleksandr Tkatjenko Jonas Pinskus Jonas Narmontas Andrej Luhin Oleksandr Mantsevjtj Ihar Majstrenko Hrihorij Dmytrenko (styrman) |

## Resultat

### Försöksheat
Vinnaren i varje heat gick vidare till finalen. De övriga lagen fick tävla i återkvalet om de sista finalplatserna.
Heat 1
| Placering | Deltagare                                                                                     | Land           | Tid     |
| --------- | --------------------------------------------------------------------------------------------- | -------------- | ------- |
| 1         | Kokoshyn, Tishchenko, Tkachenko, Pinskus, Narmontas, Luhin, Mantsevych, Maystrenko, Dmytrenko | Sovjetunionen  | 5:50.76 |
| 2         | McDougall, Whitwell, Clay, Mahoney, Justice, Pritchard, McGowan, Stanhope, Moynihan           | Storbritannien | 5:53.38 |
| 3         | Borkowski, Kujda, Stellak, Tomasiak, Nowak, Stadniuk, Kowalewski, Beszterda, Kubiak           | Polen          | 6:00.43 |
| 4         | Yanakiev, Mrankov, Rangelov, Botev, Ignatov, Petrov, Patsev, Shterev, Kanchev                 | Bulgarien      | 6:03.99 |
| 5         | Kiss, Tóvári, Sass, Strochmayer, Kormos, Sztárcsevics, Toronyi, Kiss, Bálint                  | Ungern         | 6:04.32 |

Heat 2
| Placering | Deltagare                                                                     | Land            | Tid     |
| --------- | ----------------------------------------------------------------------------- | --------------- | ------- |
| 1         | Krauß, Koppe, Kons, Friedrich, Doberschütz, Karnatz, Dühring, Höing, Ludwig   | Östtyskland     | 5:55.89 |
| 2         | Pevný, Janko, Jungmann, Neffe, Mejta, Vicík, Dolecek, Kyselý, Pták            | Tjeckoslovakien | 6:01.68 |
| 3         | Lee, Handley, Dankbaar, Withers, Willoughby, Lowe, Young, Richardson, England | Australien      | 6:05.12 |
| 4         | Borroto, Carbonell, Alfonso, Bueno, Mora, Palacio, Álvarez, Riaño, Carrillo   | Kuba            | 6:26.53 |

### Återkval
De två snabbaste lagen i återkvalen gick till final.
Heat 1
| Placering | Deltagare                                                                           | Land           | Tid     |
| --------- | ----------------------------------------------------------------------------------- | -------------- | ------- |
| 1         | Lee, Handley, Dankbaar, Withers, Willoughby, Lowe, Young, Richardson, England       | Australien     | 5:45.04 |
| 2         | McDougall, Whitwell, Clay, Mahoney, Justice, Pritchard, McGowan, Stanhope, Moynihan | Storbritannien | 5:49.35 |
| 3         | Borroto, Carbonell, Alfonso, Bueno, Mora, Palacio, Álvarez, Riaño, Carrillo         | Kuba           | 5:56.19 |
| 4         | Kiss, Tóvári, Sass, Strochmayer, Kormos, Sztárcsevics, Toronyi, Kiss, Bálint        | Ungern         | 5:59.53 |

Heat 2
| Placering | Deltagare                                                                           | Land            | Tid     |
| --------- | ----------------------------------------------------------------------------------- | --------------- | ------- |
| 1         | Pevný, Janko, Jungmann, Neffe, Mejta, Vicík, Dolecek, Kyselý, Pták                  | Tjeckoslovakien | 5:44.80 |
| 2         | Yanakiev, Mrankov, Rangelov, Botev, Ignatov, Petrov, Patsev, Shterev, Kanchev       | Bulgarien       | 5:46.28 |
| 9         | Borkowski, Kujda, Stellak, Tomasiak, Nowak, Stadniuk, Kowalewski, Beszterda, Kubiak | Polen           | 5:47.35 |

### Final
Placeringar 7-9
| Placering | Deltagare                                                                           | Land   | Tid                 |
| --------- | ----------------------------------------------------------------------------------- | ------ | ------------------- |
| 7         | Kiss, Tóvári, Sass, Strochmayer, Kormos, Sztárcsevics, Toronyi, Kiss, Bálint        | Ungern | 5:57.61             |
| 8         | Borroto, Carbonell, Alfonso, Bueno, Mora, Palacio, Álvarez, Riaño, Carrillo         | Kuba   | 6:14.98             |
| 9         | Borkowski, Kujda, Stellak, Tomasiak, Nowak, Stadniuk, Kowalewski, Beszterda, Kubiak | Polen  | kom inte till start |

Final
| Placering | Deltagare                                                                                     | Land            | Tid     |
| --------- | --------------------------------------------------------------------------------------------- | --------------- | ------- |
| 1         | Krauß, Koppe, Kons, Friedrich, Doberschütz, Karnatz, Dühring, Höing, Ludwig                   | Östtyskland     | 5:49.05 |
| 2         | McDougall, Whitwell, Clay, Mahoney, Justice, Pritchard, McGowan, Stanhope, Moynihan           | Storbritannien  | 5:51.92 |
| 3         | Kokoshyn, Tishchenko, Tkachenko, Pinskus, Narmontas, Luhin, Mantsevych, Maystrenko, Dmytrenko | Sovjetunionen   | 5:52.66 |
| 4         | Pevný, Janko, Jungmann, Neffe, Mejta, Vicík, Dolecek, Kyselý, Pták                            | Tjeckoslovakien | 5:53.73 |
| 5         | Lee, Handley, Dankbaar, Withers, Willoughby, Lowe, Young, Richardson, England                 | Australien      | 5:56.74 |
| 6         | Yanakiev, Mrankov, Rangelov, Botev, Ignatov, Petrov, Patsev, Shterev, Kanchev                 | Bulgarien       | 6:04.05 |